# Hans Sennewald
Hans Sennewald, född den 12 september 1961 i Heckelberg i Tyskland, är en tysk roddare.
Han tog OS-brons i åtta med styrman i samband med de olympiska roddtävlingarna 1992 i Barcelona.